# New York-København med Skoleskibet "Danmark"
|  | Denne artikel er oprettet af botten Steenthbot ud fra en ekstern database. Den kan derfor have sproglige fejl eller mangler. Denne skabelon kan fjernes efter kontrol af indholdet. |

New York-København med Skoleskibet "Danmark" er en dansk dokumentarisk optagelse fra 1945.

## Handling
Optagelser fra rejsen 15.10. - 13.11.1945.